# U.S. Route 84
U.S. Route 84 (ou U.S. Highway 84) é uma autoestrada dos Estados Unidos da América.
Faz a ligação do Oeste para o Este. A U.S. Route 84 foi construída em 1926 e tem 1 919 milhas (3 088 km).

## Principais ligações
Autoestrada 25 em Santa Fe

 Autoestrada 27 em Lubbock

 Autoestrada 35 em Waco

 Autoestrada 55 perto de Brookhaven

 Autoestrada 75 em Valdosta